# 市盈率
（縮寫：P/E、PE 或 PER），指股票的每股市價除以每股盈餘，通常作為股票是便宜抑或昂貴的指標（通货膨胀会使每股收益虚增，从而扭曲市盈率的比较价值）。市盈率把企業的股價與其製造財富的能力聯繫起來。
每股盈餘的计算方法，一般是以该企业在过去一年的净利润，除总发行已售出股份淨值。市盈率越低，代表投资者能够以相对较低价格购入股票。假设某股票的市价为 24 元，而过去一年的每股盈餘为 3 元，则市盈率为 24/3=8。该股票被视为有 8 倍的市盈率，即假设该企业以后每年净利润和去年相同的基础上，如果不考虑通货膨胀因素，回本期为 8 年，折合平均年回报率为 12.5%，投资者每付出 8 元可分享 1 元的企业盈利。但上市公司通常只會把部分盈利用來派發股息，其餘用來作進一步發展，所以市盈率的倒數並不直接等同於股息率。
投資者計算市盈率，主要用來比較不同股票的價值。理論上，股票的市盈率愈低，表示该股票的投资风险越小，愈值得投資。比較不同行業、不同國家、不同時段的市盈率是不大可靠的，比較同類股票的市盈率較有實用價值。

## 計算方法
市盈率＝每股市價／每股盈餘

## 決定股價的因素
股價取決於市場需求，即變相取決於投資者對以下各項的期望：
- 企業的最近表現和未來發展前景
- 新推出的產品或服務
- 該行業的前景

其餘影響股價的因素還包括市場氣氛、新興行業熱潮等。
市盈率把股價和利潤联繫起來，反映了企業的近期表現。如果股價上升，但利潤沒有變化，甚至下降，則市盈率將會上升。

## 股息收益率
上市公司通常會把部份盈利派發給股東作為股息。上一年度的每股股息除以股票現價，是為現行股息收益率。如果目前股價為 50 元，去年股息為每股 5 元，則股息收益率為 10%，此數字一般來說屬於偏高，反映市盈率偏低，股票價值被低估。
一般來說，市盈率極高 (如大於 100 倍) 的股票，其股息收益率為零。因為當市盈率大於 100 倍，表示投資者要超過 100 年的時間才能回本，股票價值被高估，沒有股息派發。

## 平均回报率
美國股票的市盈率平均為 14 倍，表示回本期為 14 年。14 倍 PER 折合平均年回報率為 7%（1/14）。

## 市盈率所代表的意义
如果某股票有较高市盈率，则有可能因以下原因：
- 市場預測未來的盈利增長速度快。
- 該企業一向錄得可觀盈利，但在前一個年度出現过一次性的特殊支出，降低了盈利。
- 出现泡沫，该股被以超过其内在价值的价格在交易。
- 該企業有特殊的優勢，保證能在低風險情況下持久錄得盈利。
- 市場上可選擇的股票有限，在供求定律下，股價將上升。這令跨時間的市盈率比較變得意義不大。

如果某股票有较低市盈率，则有可能因以下原因：
- 市场预测该企业和去年相比较，盈利将减少，企业价值将下降。
- 该企业在去年出现过一次性的特殊收入，暂时提高了去年的盈利。
- 该股的价格被市场低估。
- 股票的供给超过了市场上资金的投资需求。

※值得一提，如果某股票的市盈率為零，即代表股票去年是在於虧損狀態。

## 計算
利用不同的數據計出的市盈率，有不同的意義。現行市盈率利用過去四個季度的每股盈餘計算，而預測市盈率可以用過去四個季度的盈利計算，也可以根據上两個季度的实际盈利以及未來两個季度的预测盈利的总和计算。

### 静态市盈率
静态市盈率＝市价／最近一个财政年度的每股盈利

### 动态市盈率
动态市盈率（PEG），其计算公式是以静态市盈率为基数，乘以动态系数。
- 该系数为1/(1+i)n，i为企业每股收益的增长性比率，n为企业的可持续发展的存续期。

上市公司目前股价为20元，每股收益为0.38元，去年同期每股收益为0.28元，成长性为35%，即i=35％，该企业未来保持该增长速度的时间可持续5年，即n=5，则动态系数为1/(1+35%)5=22%。相应地，动态市盈率为11.6倍（静态市盈率：20元/0.38元=52倍；动态市盈率：52倍×22％=11.6倍）。
有时用以下方式计算出的数据也被叫作「动态市盈率」：
- 动态市盈率＝股票市价／（当年中报每股净利润×去年年报净利润／去年中报净利润）
- 动态市盈率＝静态市盈率（p/e）／平均增长率（r）。其中，p--收盘价；e--每股净利；r--平均增长率。

## 相關概念
市盈率的計算只包括普通股，不包含優先股。
從市盈率可引申出市盈增長率，此指標加入了盈利增長率的因素，多數用於高增長行業和新企業上。
收益率（Earning yield）是市盈率的倒數，即收益率 = 每股盈餘 / 每股股價。

## 參閱
- 股市
- 市净率
- 股息收益率